# ときめき♡超音波!!
『ときめき♡超音波!!』（ときめきちょうおんぱ）は、2024年10月15日（14日深夜）から11月5日（4日深夜）まで日本テレビ（関東ローカル）で毎週火曜1時29分から1時59分（月曜深夜25時29分から25時59分）に放送されていた、超ときめき♡宣伝部によるバラエティ番組である。
超ときめき♡宣伝部にとって日本テレビでは初の冠番組となる。

## 概要
超ときめき♡宣伝部が「今を時めくゲスト」を招いて、ゲストとトーク、歌などを通して心に「ときめき」を波及していくというコンセプトのバラエティ番組である。
ゲストはアイドル・ものまね軍団・アーティスト・タレントとそれぞれのジャンルより人選されている。
超ときめき♡宣伝部が借りている「配信OK、騒音OK、騒ぐのもOK」な配信部屋に超ときめき♡宣伝部を応援するおせっかいな配信部屋の大家であるインディアンスが配信をバズらせようと勝手にコラボ相手を配信部屋に招待するという設定になっている。
番組は、冒頭に超ときめき♡宣伝部が持ち歌を1曲披露後、超ときめき♡宣伝部とインディアンスの掛け合いを挟み、ゲストを招いてトークを行い、終盤に超ときめき♡宣伝部とゲストが歌のコラボレーションを行う構成となっている。
番組放送終了直後よりTVer及び日テレ無料TADA!にて1週間無料見逃し配信がされる。またHuluでも配信がされる。
当番組は当初の予定通り全4回放送で終了した。

## 出演者
（※ 超ときめき♡宣伝部メンバーのキャッチフレーズは番組内のテロップで個人名と共に表記されていたものである。）
- 超ときめき♡宣伝部 - 配信部屋の住人
  - 辻野かなみ - 癒し系リーダー
  - 杏ジュリア - 限界知らずの努力家
  - 坂井仁香 - 情熱ナンバーワン
  - 小泉遥香 - 甘えん坊なキレ者
  - 菅田愛貴 - 天性のアイドル
  - 吉川ひより - ムードメーカー
- 番組MC：インディアンス（田渕章裕・きむ） - 配信部屋の大家

## ゲスト
- アイドル：FRUITS ZIPPER（#1）
- ものまね軍団：ジョニー志村（タモリのものまね）、Mr.シャチホコ（和田アキ子のものまね）（#2）
- アーティスト：こっちのけんと（#3）
- タレント：森香澄（#4）

## 放送リスト
| # | 放送日              | ジャンル     | ゲスト                      | 放送内容                                      | 歌唱曲                                           | 歌唱者                                         | 備考                       | 出典          |
| - | ------------------- | ------------ | --------------------------- | --------------------------------------------- | ------------------------------------------------ | ---------------------------------------------- | -------------------------- | ------------- |
| 1 | 2024年 10月14日深夜 | アイドル     | FRUITS ZIPPER               | 超とき宣 FRUITS ZIPPERの違い                  | すきっ!〜超ver〜 （超ときめき♡宣伝部）           | 超ときめき♡宣伝部                              |                            | [ 5 ]         |
| 1 | 2024年 10月14日深夜 | アイドル     | FRUITS ZIPPER               | 超とき宣 FRUITS ZIPPERの違い                  | 最上級にかわいいの! （超ときめき♡宣伝部）        | 超ときめき♡宣伝部 ×FRUITS ZIPPER               |                            | [ 5 ]         |
| 1 | 2024年 10月14日深夜 | アイドル     | FRUITS ZIPPER               | 超とき宣 FRUITS ZIPPERの違い                  | わたしの一番かわいいところ （FRUITS ZIPPER）     | FRUITS ZIPPER ×超ときめき♡宣伝部               |                            | [ 5 ]         |
| 2 | 10月21日深夜        | ものまね軍団 | ジョニー志村、Mr.シャチホコ | 大御所ゲスト?との夢のコラボ                   | 最上級にかわいいの! （超ときめき♡宣伝部）        | 超ときめき♡宣伝部                              | 放送時間変更 26:19 - 26:49 | [ 7 ]         |
| 2 | 10月21日深夜        | ものまね軍団 | ジョニー志村、Mr.シャチホコ | 大御所ゲスト?との夢のコラボ                   | ウィーアー! （きただにひろし）                   | 超ときめき♡宣伝部 ×ジョニー志村                | 放送時間変更 26:19 - 26:49 | [ 7 ]         |
| 2 | 10月21日深夜        | ものまね軍団 | ジョニー志村、Mr.シャチホコ | 大御所ゲスト?との夢のコラボ                   | 勝手にシンドバッド （サザンオールスターズ）      | 超ときめき♡宣伝部 ×Mr.シャチホコ               | 放送時間変更 26:19 - 26:49 | [ 7 ]         |
| 2 | 10月21日深夜        | ものまね軍団 | ジョニー志村、Mr.シャチホコ | 大御所ゲスト?との夢のコラボ                   | HANABI （Mr.Children）                           | 超ときめき♡宣伝部 ×ジョニー志村 ×Mr.シャチホコ | 放送時間変更 26:19 - 26:49 | [ 7 ]         |
| 3 | 10月28日深夜        | アーティスト | こっちのけんと              | 大バズリ中!こっちのけんとってどんな人?        | こんなあたしはいかがですか （超ときめき♡宣伝部） | 超ときめき♡宣伝部                              |                            | [ 8 ]         |
| 3 | 10月28日深夜        | アーティスト | こっちのけんと              | 大バズリ中!こっちのけんとってどんな人?        | はいよろこんで （こっちのけんと）                | こっちのけんと ×超ときめき♡宣伝部              |                            | [ 8 ]         |
| 4 | 11月4日深夜         | タレント     | 森香澄                      | 今 大ブレイク中!森 香澄とあざとかわいくコラボ | プリンセスヒーロー （超ときめき♡宣伝部）         | 超ときめき♡宣伝部                              | 放送時間変更 25:34 - 26:04 | [ 10 ] [ 11 ] |
| 4 | 11月4日深夜         | タレント     | 森香澄                      | 今 大ブレイク中!森 香澄とあざとかわいくコラボ | 最上級にかわいいの! （超ときめき♡宣伝部）        | 超ときめき♡宣伝部 ×森 香澄                     | 放送時間変更 25:34 - 26:04 | [ 10 ] [ 11 ] |
| 4 | 11月4日深夜         | タレント     | 森香澄                      | 今 大ブレイク中!森 香澄とあざとかわいくコラボ | すきっ!〜超ver〜 （超ときめき♡宣伝部）           | 超ときめき♡宣伝部 ×森 香澄                     | 放送時間変更 25:34 - 26:04 | [ 10 ] [ 11 ] |

## スタッフ
- 企画・プロデュース：植野浩之
- ナレーター：河出奈都美（日本テレビアナウンサー）
- 構成：渡辺陽介
- TM：大越克人
- SW：中村哲也
- CAM：矢作陽一
- MIX：依田真和
- VE：向山江梨佳（#1･4）、佐々木謙太（#2･3）
- 技術協力：NiTRO
- 照明：千葉雄（日テレアート）
- 美術：髙野泰人（日テレアート）
- 編集：内田国俊（JUNESEP）
- 音効：温水義成（casinodrive）
- MA：清水佑莉（エスユー）
- スチール：薮下剛士
- カラオケ音源協力：DAM（第一興商）（#2）
- デスク：保坂淳子
- タイトル：熊谷千恵子
- ディレクター：中尾光佐、安達穣史、伊東理奈[注 5] / 平石圭吾、大内実夢
- 演出：八隅秀哲
- プロデューサー：中島裕一朗 / 大脇光貴、秦野晃子、本間佑香
- 制作：南波昌人
- 制作協力：サルベージ
- 製作著作：日本テレビ

## 音楽
オープニングテーマ
- 超ときめき♡宣伝部「トゥモロー最強説!!」[注 6]

## イベント
2025年3月に「「ときめき♡超音波!!」アフターパーティーLIVE」が開催がされた。超ときめき♡宣伝部が各会場にゲストを招いて対バンライブを行った。なお、メンバーの吉川ひよりは「偽膜性声帯炎疑い」による喉の不調のため3月16日の2公演は欠席、3月27日の公演には出席したがダンスパフォーマンスとMCのみの参加となった。
- 2025年3月16日昼公演：アンジュルム（KT Zepp Yokohama）[15][16]
- 2025年3月16日夜公演：こっちのけんと（KT Zepp Yokohama）[15][17]
- 2025年3月27日：KANA-BOON（Zepp DiverCity(TOKYO)）[18][19]
- 2025年3月31日：コレサワ（Zepp DiverCity(TOKYO)）[20][21]

## 備考
- 番組MCのインディアンスは、2023年に放送されていた超ときめき♡宣伝部の冠番組『ときめきを止めるな!』（テレビ東京）にてゲストMCを務めた「公式お兄ちゃん（仮）」の中の一組として超ときめき♡宣伝部と共演経験がある[22]。
- 2024年10月時点において、一部メディアで「今の時代を代表するアイドル2組」と言われている超ときめき♡宣伝部と番組初回ゲストであるFRUITS ZIPPERが地上波バラエティ番組では初共演となった[23][24][注 7]。